# دار رف للنشر
دار رف للنشر دار نشر سعودية تابعة للمجموعة السعودية للأبحاث والإعلام (SRMG)، انطلقت في أكتوبر عام 2021م تزامناً مع معرض الرياض الدولي للكتاب. وتهدف الدار إلى قيادة قطاع النشر في منطقة الشرق الأوسط وشمال أفريقيا، ونشر مواد تحريرية يعمل عليها نخبة من المحررين والمترجمين.

## نبذة
أطلقت المجموعة السعودية للأبحاث والإعلام (SRMG)، دار «رف» للنشر، لتلبية احتياجات الجمهور في منطقة الشرق الأوسط وشمال أفريقيا، عبر تبني أحدث التقنيات الرقمية، واعتماد نماذج أعمال جديدة ومبتكرة، وعقد شراكات دولية مع كبرى دور النشر حول العالم، وتهدف الدار لأن تكون دار النشر الأكثر تقدماً في منطقة الشرق الأوسط وشمال أفريقيا.

## التاريخ
- في سبتمبر 2022م أطلقت دار رف الدفعة الأولى من إصداراتها باللغة العربية لمؤلفين عالميين، أبرزهم: غاري فاينرتشوك، وجون مايدا ونينا غارسيا،[7] بهدف تعزيز محتوى المكتبة العربية المعرفي. وعقدت الدار أيضاً اتفاقيات مع عدد من دور النشر العالمية.[8][9]
- في أكتوبر 2023م أعلنت دار رف توقيع اتفاقية ترخيص مع شركة "ديزني" العالمية لنشر 92 قصّة من قصص ديزني للأطفال في منطقة الشرق الأوسط وشمال إفريقيا، وتضمنت الاتفاقية نشر 48 قصّة مترجمة إلى اللغة العربية، و44 قصّة باللغة الإنجليزية.[10]

## من إصدارات دار رف
- كتاب «الوقوف على أطراف الأصابع» توفيق الربيعة.[11]
- كتاب «الحلم الكبير: مذكرات شاهد على الرؤية» عمر الجريسي.[12][13]
- كتاب «سعدت بلقاء نفسي» بيل سوليفان.[14]